# Ferdinand Ruscheweyh

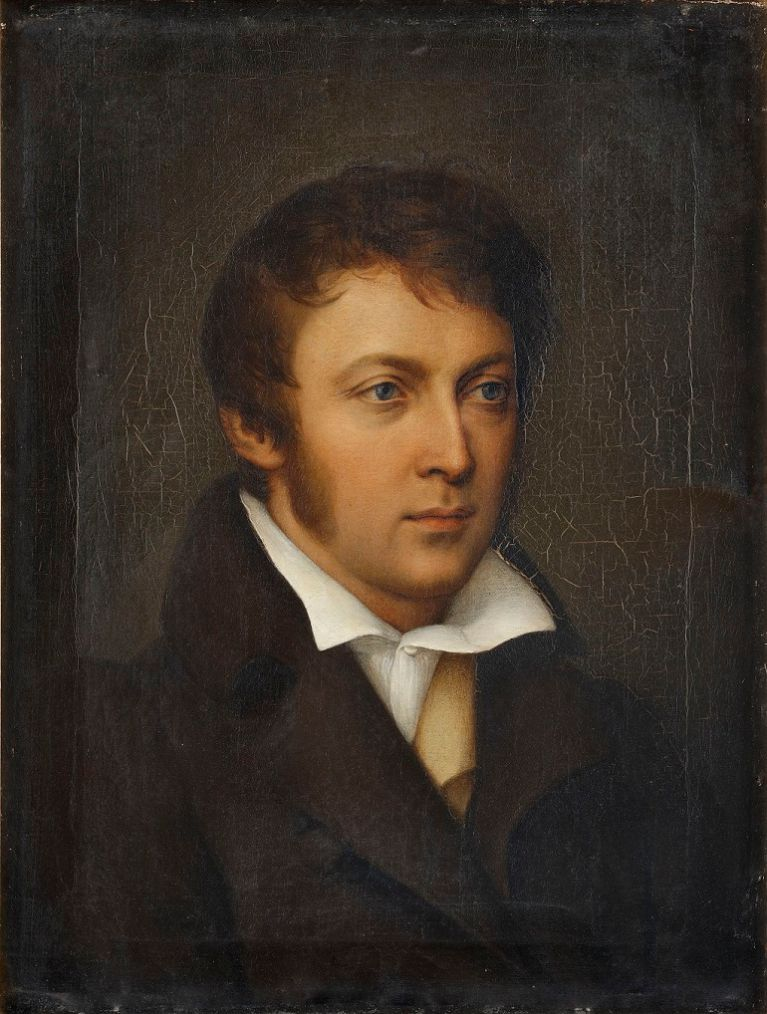
Porträt Ferdinand Ruscheweyh, Staatliches Museum Schwerin

Ferdinand Ruscheweyh (* 1785 in Neustrelitz; † 21. Dezember 1846 ebenda) war ein deutscher Kupferstecher.

## Leben
Er begann seine Ausbildung 1803 bei Daniel Berger in Berlin und ging 1804 nach Wien, wo er die Akademie der bildenden Künste besuchte. In Wien stellte er Drucke nach den alten Meistern her und kam mit Franz Pforr in Kontakt. Im November 1808 zog er nach Rom, wo er sich Peter Cornelius und Friedrich Overbeck anschloss und bis 1832 in Kreisen der Nazarener und anderer Deutschrömer verkehrte. 1814 konvertierte er dort zum katholischen Glauben. 1815 gehörte er neben Cornelius, Overbeck, Franz Riepenhausen, Johann Nepomuk Schaller, Rudolf Schadow und Carl Sieg zum Vorstand der „Hilfskasse“, die in Rom für notleidende Künstler deutscher Zunge eingerichtet worden war. Als bekannter Künstler und enger Freund von Caroline von Humboldt – Teile eines Briefwechsels sind erhalten – beteiligte er sich an mehreren Ausstellungen, unter anderem 1819 und 1828 im Palazzo Caffarelli. Ab 1821 arbeitete er für die Deutsche Bibliothek. Der Verleger Johann Friedrich Cotta gab ihm zahlreiche Aufträge.
Zu Ruscheweyhs Werken gehören Drucke nach Domenichinos St. Nilo in Grottaferrata (1813), dem Letzten Abendmahl von Taddeo Gaddi in Florenz (1821), Michelangelos Propheten und Sibyllen in der Sixtinischen Kapelle (1827) und Raffaels Sibyllen in Santa Maria della Pace (1831). 
1815 stach er zwölf Blätter zu Goethes Faust nach Peter von Cornelius. Mindestens zehn Drucke nach Werken von Friedrich Overbeck sind belegt, ferner Stiche nach Zeichnungen Johann Martin von Wagners vom Apollontempel bei Bassae und die Illustrationen zu Schillers Eleusischem Fest (1817).

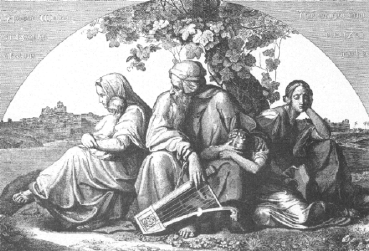
An den Wassern Babylons ..., Stich nach dem Gemälde Die trauernden Juden im Exil von Bendemann, 1832

Am 12. Juni 1832 verließ Ruscheweyh Rom und reiste über München und Frankfurt nach Düsseldorf, wo er Eduard Bendemanns Die trauernden Juden im Exil für den Kunstverein für die Rheinlande und Westfalen stach. 1833 zog er nach Neustrelitz zurück, wo er erst noch in Auftragsarbeit einen Stich nach Pforrs Legende fertigstellte und dann selbstständig Ruth und Boas und das Tugendsame Weib nach Overbeck stach. Dort wurde Heinrich Gärtner sein Schüler. Wegen eines Augenleidens musste Ruscheweyh im Jahr 1838 die Arbeit einstellen.
Das Staatliche Museum Schwerin besitzt etliche Kupferstiche Ruscheweyhs. Eine umfangreiche Sammlung von Werken Ruscheweys befindet sich in den Fine Arts Museums of San Francisco. Im Goethe-Museum Düsseldorf sind die von Ruscheweyh gestochenen Cornelius-Illustrationen zum Faust zu sehen.
2016 erwarb das Staatliche Museum Ruscheweys Nachlass. Dazu gehören ein Selbstporträt, eine Autobiografie und acht Skizzenbücher mit Reiseerlebnissen und Veduten aus Italien. Aus diesem Anlass zeigte das Museum im Frühjahr 2017 die Kabinettausstellung Ein Mecklenburger in Rom Ferdinand Ruscheweyh – eine Wiederentdeckung.

## Werke (Auswahl)
- Peter Cornelius: Bilder zu Goethe’s Faust. Wenner, Frankfurt am Main 1816. Digitalisierte Ausgabe der Universitäts- und Landesbibliothek Düsseldorf